# Baltasar Hidalgo de Cisneros
Baltasar Hidalgo de Cisneros (Cartagena, 1755 - idem, 9 de juny de 1829) fou un mariner i administrador colonial espanyol. Va arribar al grau d'Almirall i fou l'últim virrei del Riu de la Plata amb poder efectiu en tot el territori: Francisco Javier de Elío, designat com el seu successor pel Consell de Regència, va governar tan sols la ciutat de Montevideo, durant l'any 1811.

## Biografia
El 1770 va ingressar a la carrera naval i el 1805 va combatre contra els anglesos en la batalla de Trafalgar, resultant ser un dels marins espanyols més destacats que van participar en ella. Ostentava a més el rang de general i cap d'esquadra i va estendre la seva insígnia a la nau Santíssima Trinitat, que era el vaixell major de tots els que van prendre part de la batalla i que va protagonitzar un dels episodis més intensos.
Va participar en la resistència contra la invasió napoleónica al seu país, i va ser membre de la Junta de Cartagena. La Junta Central de Sevilla el va nomenar virrei del Riu de la Plata el 1809, en substitució de Santiago de Liniers i de Bremond. Va assumir el càrrec enmig del descontentament dels criolls, en un ambient polític preparat perquè esclatés una revolució en qualsevol moment. Només faltava el detonant. Va reprimir la revolució de Chuquisaca a finals de 1809.
Davant l'ocupació d'Espanya per les forces de Napoleó Bonaparte, el 22 de maig de 1810 va convocar a un Cabildo Obert. Aquest va decidir la formació d'una Junta de Govern, i en va ser nomenat president. Però els seus membres van renunciar davant el rebuig per part dels caps militars, i el 25 de maig va haver de presentar la seva renúncia. Per decisió de la Primera Junta va retornar a Espanya.
El 1818 va ser nomenat ministre de Marina i al desembre del mateix any director general de l'Armada, amb ordre que exercís en comissió la capitania general de Cadis i s'encarregués dels preparatius de l'expedició organitzada per a reconquistar el Riu de la Plata, que va fracassar el gener de 1820, i que preparava el comte de la Bisbal. No obstant això, el 1820 va triomfar la revolta dels constitucionalistes i Cisneros va ser capturat i portat a l'arsenal de la Carraca, romanent en aquesta situació fins que el Rei va jurar la Constitució de 1812.